# Hervé Maurice Burdet
Hervé Maurice Burdet, född 1939 i Genève, död där 30 oktober 2024, var en schweizisk botaniker.